# Campo (Còrsega)
Campo (en cors Campu) és un municipi francès, situat a la regió de Còrsega, al departament de Còrsega del Sud. L'any 1999 tenia 73 habitants.

## Demografia
| 1962 | 1968 | 1975 | 1982 | 1990 | 1999 |
| ---- | ---- | ---- | ---- | ---- | ---- |
| 134  | 140  | 130  | 56   | 65   | 77   |

## Administració
| Període   | Identitat    | Partit | Qualitat |
| --------- | ------------ | ------ | -------- |
| 2001-2008 | Paul Bianchi |        |          |